# 江苏省文史研究馆
江苏省文史研究馆是江苏省人民政府批准成立的文史研究机构，具有统战性、荣誉性。1953年成立，首任馆长为商衍鎏。2014年并入江苏省人民政府参事室，对外仍使用江苏省文史研究馆牌子。

## 历任馆长
- 商衍鎏
- 钱崇威
- 陈中凡
- 程千帆
- 周勋初